# Istanbul Challenger 2024
L'Istanbul Challenger 2024 è stato un torneo maschile di tennis professionistico. È stata la 38ª edizione del torneo, facente parte della categoria Challenger 75 nell'ambito dell'ATP Challenger Tour 2024, con un montepremi di 73 000 €. Si è giocato dal 2 all'8 settembre 2024 sui campi in cemento del Tenis Eskrim ve Dağcılık Spor Kulübü di Istanbul, in Turchia.

## Partecipanti

### Teste di serie
| Nazionalità          | Giocatore        | Ranking* | Testa di serie |
| -------------------- | ---------------- | -------- | -------------- |
| Bosnia ed Erzegovina | Damir Džumhur    | 82       | 1              |
| Kazakistan           | Michail Kukuškin | 117      | 2              |
| Paesi Bassi          | Jesper de Jong   | 128      | 3              |
| Croazia              | Duje Ajduković   | 134      | 4              |
| Serbia               | Hamad Međedović  | 137      | 5              |
| Danimarca            | August Holmgren  | 163      | 6              |
| Stati Uniti          | Martin Damm      | 205      | 7              |
| Kazakistan           | Denis Yevseyev   | 207      | 8              |

* Ranking al 26 agosto 2024.

### Altri partecipanti
I seguenti giocatori hanno ricevuto una wild card per il tabellone principale:
- Tuncay Duran
- Yankı Erel
- Koray Kırcı

I seguenti giocatori sono entrati in tabellone come alternate:
- Gabi Adrian Boitan
- Dino Prižmić

I seguenti giocatori sono passati dalle qualificazioni:
- Benjamin Lock
- Maxim Zhukov
- Saba Purtseladze
- Ilia Simakin
- Cem İlkel
- Egor Agafonov

## Punti e montepremi
| Torneo    | Torneo              | V     | F     | SF    | QF    | 2T    | 1T  | Q | Q2  | Q1  |
| Singolare | Punti               | 75    | 44    | 22    | 12    | 6     | 0   | 4 | 2   | 0   |
| Singolare | Premi in denaro ($) | 9 880 | 5 820 | 3 450 | 2 000 | 1 165 | 720 | – | 360 | 185 |
| Doppio    | Punti               | 75    | 44    | 22    | 12    | –     | 0   | – | –   | –   |
| Doppio    | Premi in denaro ($) | 4 250 | 2 450 | 1 480 | 880   | –     | 500 | – | –   | –   |

## Campioni

### Singolare
Damir Džumhur ha sconfitto in finale  Hamad Međedović con il punteggio di 6–4, 6–2.

### Doppio
Aleksandre Bakshi /  Yankı Erel hanno sconfitto in finale  August Holmgren /  Johannes Ingildsen con il punteggio di 7–6(4), 7–5.